# Corgatha dipyra
Espèce
Corgatha dipyra est une espèce d'insectes lépidoptères de la famille des Noctuidae.
Les adultes mâles ont les ailes brunes et une envergure d'environ 2 cm, tandis que les adultes femelles sont d’environ 2,1 cm.

## Habitation
On peut retrouver cette espèce en Australie, mais surtout au sud-est, notamment à ces  endroits.
- Queensland
- Nouvelle-Galles du Sud
- Victoria